# Notiophilus borealis
Notiophilus borealis är en skalbaggsart som beskrevs av Harris. Notiophilus borealis ingår i släktet Notiophilus och familjen jordlöpare. Inga underarter finns listade i Catalogue of Life.